# Arborfield Garrison
Arborfield Garrison – wieś w Anglii, w hrabstwie ceremonialnym Berkshire, w dystrykcie (unitary authority) Wokingham. Leży 10 km na południowy wschód od centrum miasta Reading i 56 km na zachód od centrum Londynu.